# Donald MacKenzie (canottiere)
Donald Ross MacKenzie (Toronto, 30 dicembre 1874 – Toronto, 12 novembre 1925) è stato un canottiere canadese.
MacKenzie partecipò ai Giochi olimpici di Saint Louis 1904 con la squadra Argonaut Rowing Club di Toronto nella gara di otto, in cui conquistò la medaglia d'argento.

## Palmarès
| Anno | Manifestazione  | Sede        | Evento | Risultato |
| ---- | --------------- | ----------- | ------ | --------- |
| 1904 | Giochi olimpici | Saint Louis | Otto   | Argento   |